# Formula Electric Belgium

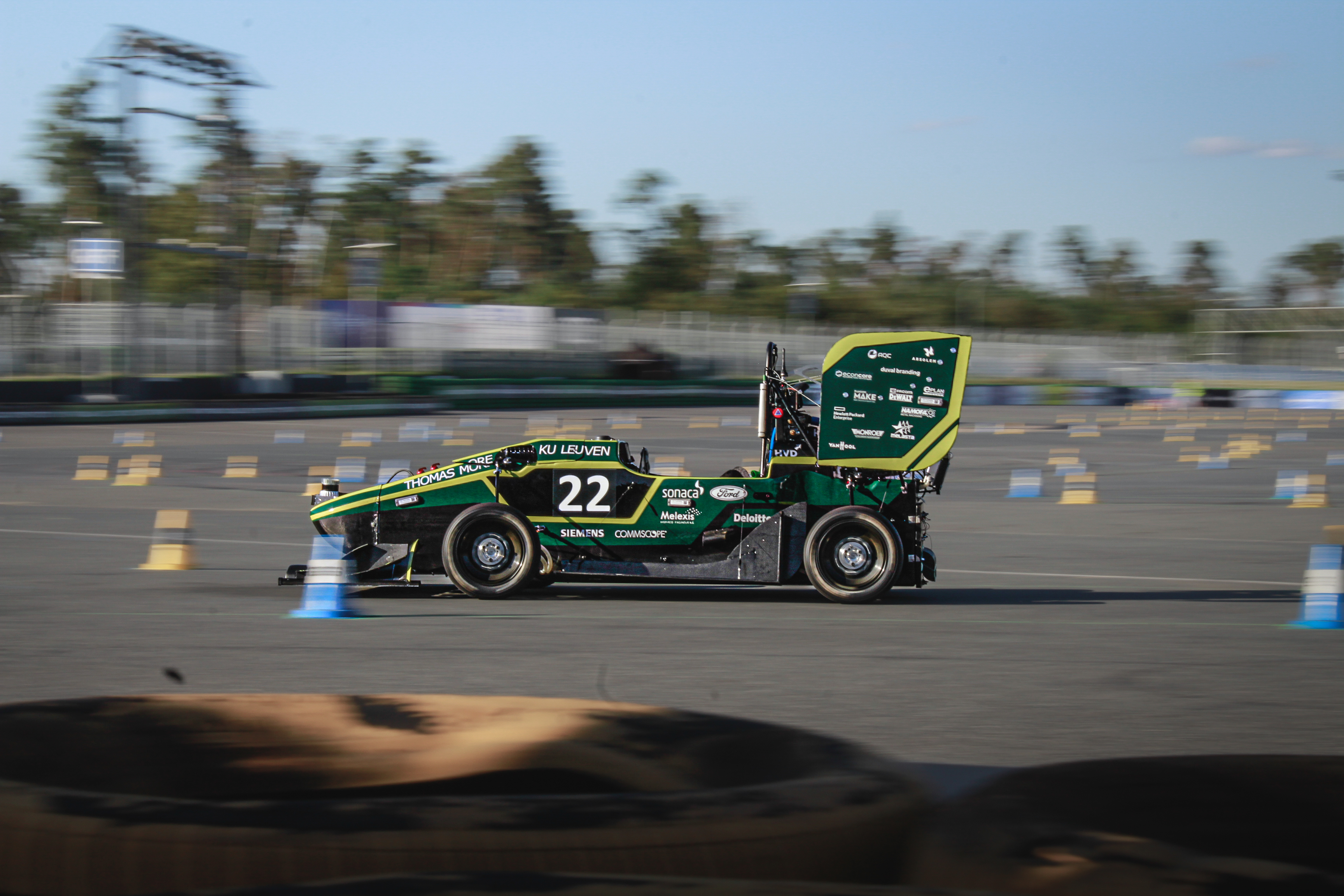
TMC Comet, de racewagen van Formula Electric Belgium gebruikt in 2024, tijdens het driverless autocross discipline op Formula Student Germany 2024.

Formula Electric Belgium (FEB) is een Belgisch Formula Student-team geassocieerd met de KU Leuven en Thomas More. Het team is opgericht in 2015 na een fusie tussen Formula Group T van de toenmalige onafhankelijke hogeschool Groep T en Thomas More Innovation, die zelf sinds 2012 bestonden. Het team, gevestigd in Haasrode (Leuven), neemt deel aan de elektrische klasse van Formula Student en staat in deze klasse 67ste op de wereldranglijst. In 2024 werd FEB het eerste Belgische Formula Student team dat een discipline uitreed in de driverless klasse.

## Samenstelling
Het team bestaat uit ongeveer 80 studenten van de KU Leuven, die ofwel een postgraduaat volgen, ofwel hun bachelor- of masterthesis bij het team schrijven, ofwel studenten die naast hun studies vrijwillig aan het team bijdragen. Deze studenten vertegenwoordigen veel verschillende campussen van de KU Leuven en Thomas More, waaronder die in Leuven, Heverlee, Hasselt, Sint-Katelijne-Waver en Gent. Het belangrijkste doel van het project is onderwijs. De bedoeling is dat studenten groeien in technische kennis door toepassing van de theorie in een realistische semi-professionele omgeving, maar dat ze tegelijkertijd ook groeien in softskills, aangezien het team volledig door studenten georganiseerd wordt.

## Missie
Formula Electric Belgium ontwerpt, bouwt en test elk jaar in ongeveer 9 maanden een elektrische racewagen om tijdens de zomermaanden deel te nemen aan verschillende venues van de internationale Formula Student-competitie. Het motto van Formula Electric Belgium luidt Green Innovation Meets Performance, wat ten eerste duidt op de ecologische belangen van het team, namelijk het promoten van elektrische mobiliteit in België. Ten tweede staat het voor innovatie en educatie. FEB werkt ook samen met industriële partners, met wie ze nieuwe technologieën kunnen uittesten en de innovatie tot werkelijkheid brengen. Het derde facet benadrukt de motivatie en passie van de studenten om een competitieve auto voor de competitie te bouwen, die voorlopig jaarlijks de snelste in België geproduceerde auto blijft.

## Technologie
FEB streeft naar het gebruik van top-tech materialen en methodes om de wagen te ontwerpen en bouwen. Alle auto's hebben een CFRP monocoque gedragen door double-wishbone ophanging met push- of pullrods. De banden zijn slicks voor motorsportdoeleinden ontwikkeld en de wagen wordt op de weg gedrukt door een met CFD-technieken ontwikkeld aerodynamicapakket. Een groot deel van de componenten is 3D-geprint. Het team gebruikt ook elektronische controlesoftware zoals torque vectoring en tractiecontrole. De wagen moet te allen tijde aan de strikte veiligheidseisen van de competitie voldoen en wordt enkel bestuurd door personen in volledige brandvrije race-uitrusting.

## Wagenpark

### Umicore Luna (2015)
Het hoogtepunt van de eerste auto van de samenwerking tussen Formula Group T en Thomas More Innovation waren de zelfontwikkelde motoren in samenwerking met Zwitserse motorenbouwer Brusa met een gecombineerd vermogen van 120 kW. Umicore Luna was - met de auto's van de vorige twee teams meegerekend - de eerste met een aerodynamicapakket en was uitgerust met huisontwikkelde velgen uit koolstofvezel en aluminium. Het chassis van Umicore Luna is een koolstofvezel monocoque.

### Umicore Isaac (2016)
Umicore Isaac gaat verder op hetzelfde elan van Luna met de koolstofvezel monocoque, de 120 kW (gecombineerd) motoren ontwikkeld in samenwerking met Brusa, een aerodynamicapakket en aluminium/CFRP-hybride velgen. Tijdens de AutoX van Formula Student Germany faalde de ophanging van Umicore Isaac op spectaculaire manier door het breken van de pushrod van het linkervoorwiel. Dit probleem werd nog voor de endurance daags erop verholpen.

### Umicore Nova (2017)
De derde auto van FEB is de eerste met vier elektrische motoren, die samen met hun planetiare versnellingsbak en 3D-geprinte koelmantel in de wielen van de wagen gemonteerd zijn. Dit keer was de motorleverancier het Duitse AMK. Hierdoor kwam het gewicht op 203 kg te liggen voor een gecombineerd vermogen van 145 kW. Ook het modulaire lichtgewicht batterijpakket behoort tot de spitstechnologie van Umicore Nova. Door de nieuwe technologieën worden de resultaten van Umicore Nova gekenmerkt door veel potentieel, maar een echter vaak tegenvallende betrouwbaarheid.

### Umicore Pulse (2018)
In 2018 werd de stap gemaakt om de ECU zelf te ontwikkelen, waardoor 2 kg en een stuk ruimte binnenin de auto bespaard worden. De performantie van de koeling kende een upgrade door tijdens de ontwikkeling gebruik te maken van artificiële intelligentie. De opstelling met vier elektrische motoren van AMK werden behouden. Het gewicht lag opnieuw rond de 200 kg. De kwalificatie voor grote competities ontbrak om Pulse een stempel te kunnen laten drukken op de wereldranglijstpositie van FEB.

### Umicore Eclipse (2019)
Umicore Eclipse is de vijfde wagen van FEB en maakte gebruik van een nieuwe planetaire tandwielkast. Ook de ophanging en elektronica werden herwerkt.

### Umicore Aurora (2020)
In 2020 werd Umicore Aurora de eerste wagen die gebruikt maakt van een semi-actieve ophanging. Het telemetriesysteem werd ook volledig herwerkt. Door de wereldwijde Covid-19 pandemie werd de wagen nooit afgemaakt.

### Aurora Mk II (2021)
Aurora Mk II is de zevende wagen van FEB, die gebruikt maakt van de monocoque van Umicore Aurora. Het volledige koelcircuit werd herbekeken en de semi-actieve ophanging werd voorzien van 3D-geprinte rockers.

### Titan (2022)
De monocoque van Titan werd compleet herontwerpt wat een gewichtsreductie van 20% opleverde. Ook het aerodynamicapakket werd herwerkt wat 16% meer downforce gaf. Titan werd later ook gebruikt als driverless testplatform.

### Apollo (2023)
Apollo is de negende wagen van FEB, en de eerste wagen die het volledige potentieel van de semi-actieve ophanging kon benutten. De ECU werd verbeterd om meer complexe algoritmes te kunnen gebruiken.

### TMC Comet (2024)
FEB's meest recente wagen is TMC Comet. Deze wagen is een hybride wagen, wat betekent dat hij zowel met piloot, als volledig autonoom kan rijden. Om dit te kunnen verwezelijken werd de monocoque volledig herwerkt om plaats te kunnen geven aan alle autonome systemen. Ook werd er gekozen voor 10-inch velgen.

## Resultaten
| Seizoen | Competitie                      | Locatie                    | Wagen           | Resultaat EV    | Resultaat DC   | Wereldranglijst |
| ------- | ------------------------------- | -------------------------- | --------------- | --------------- | -------------- | --------------- |
| 2015    | Formula Student UK              | Silverstone                | Umicore Luna    | 38ste (265 ptn) | -              | 42ste           |
| 2015    | Formula Student Germany         | Hockenheim                 | Umicore Luna    | 16de (297 ptn)  | -              | 40ste           |
| 2015    | Formula Student Czech Republic  | Autodrom Most              | Umicore Luna    | 4de (623 ptn)   | -              | 25ste           |
| 2016    | Formula Student UK              | Silverstone                | Umicore Isaac   | 57ste (217 ptn) | -              | 40ste           |
| 2016    | Formula Student Germany         | Hockenheim                 | Umicore Isaac   | 24ste (242 ptn) | -              | 47ste           |
| 2016    | Formula Student Spain           | Circuit de Catalunya       | Umicore Isaac   | 16de (324 ptn)  | -              | 42ste           |
| 2017    | Formula Student Netherlands*    | TT-Circuit Assen           | Umicore Nova    | 8ste (183 ptn)  | -              | -               |
| 2017    | Formula Student Czech Republic  | Autodrom Most              | Umicore Nova    | 10de (298 ptn)  | -              | 53ste           |
| 2017    | Formula Student Hungary*        | Györ                       | Umicore Nova    | 6de (361 ptn †) | -              | -               |
| 2018    | Formula Student Netherlands*    | TT-Circuit Assen           | Umicore Pulse   | 9de (230 ptn)   | -              | -               |
| 2018    | Formula Student Czech Republic* | Autodrom Most              | Umicore Pulse   | 5de (384 ptn ‡) | -              | -               |
| 2019    | Formula Student Netherlands     | TT-Circuit Assen           | Umicore Eclipse | 10de (266 ptn)  | -              | 72ste           |
| 2019    | Formula Student Italy           | Autodromo Riccardo Paletti | Umicore Eclipse | 10de (260 ptn)  | -              | 76ste           |
| 2019    | Formula Student Germany         | Hockenheim                 | Umicore Eclipse | 17de (282 ptn)  | -              | 73ste           |
| 2019    | Formula Student Czech Republic  | Autodrom Most              | Umicore Eclipse | 8ste (370 ptn)  | -              | 69ste           |
| 2021    | Formula Student Netherlands     | TT-Circuit Assen           | Aurora Mk II    | 17de (177 ptn)  | -              | 77ste           |
| 2021    | Formula Student Czech Republic  | Autodrom Most              | Aurora Mk II    | 6de (289 ptn)   | -              | 82ste           |
| 2021    | Formula Student East            | Hungaroring                | Aurora Mk II    | 23ste (263 ptn) | -              | 85ste           |
| 2022    | Formula Student Netherlands     | TT-Circuit Assen           | Titan           | 17de (161 ptn)  | -              | 103ste          |
| 2022    | Formula Student East            | Hungaroring                | Titan           | 15de (291 ptn)  | -              | 96ste           |
| 2022    | Formula Student Alpe Adria      | Staza Rauš                 | Titan           | 7de (560 ptn)   | -              | 47ste           |
| 2023    | Formula Student Netherlands     | TT-Circuit Assen           | Apollo          | 20ste (177 ptn) | -              | 83ste           |
| 2023    | Formula Student East            | Hungaroring                | Apollo          | 7de (564 ptn)   | -              | 49ste           |
| 2023    | Formula Student Alpe Adria      | Rimac Test Track           | Apollo          | 19de (309 ptn)  | -              | 59ste           |
| 2024    | Formula Student Netherlands     | TT-Circuit Assen           | TMC Comet       | -               | -              | -               |
| 2024    | Formula Student Czech Republic  | Autodrom Most              | TMC Comet       | 24ste (260 ptn) | 6de (226 ptn)  | -               |
| 2024    | Formula Student Germany         | Hockenheim                 | TMC Comet       | 42ste (238 ptn) | 16de (110 ptn) | 67ste           |

* Competitie telt niet mee voor de wereldranglijst
† De nieuwe locatie van FSH bleek te onveilig om een deel van de dynamische disciplines te laten doorgaan. De maximaal te behalen score was 475 punten.
‡ Wegens de slechte weersomstandigheden tijdens de competitie werd de endurance afgelast, waardoor de maximale score 575 punten bedroeg en de competitie niet meetelde voor de wereldrangschikking.